# الرياضة في السودان

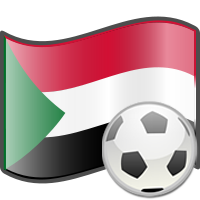

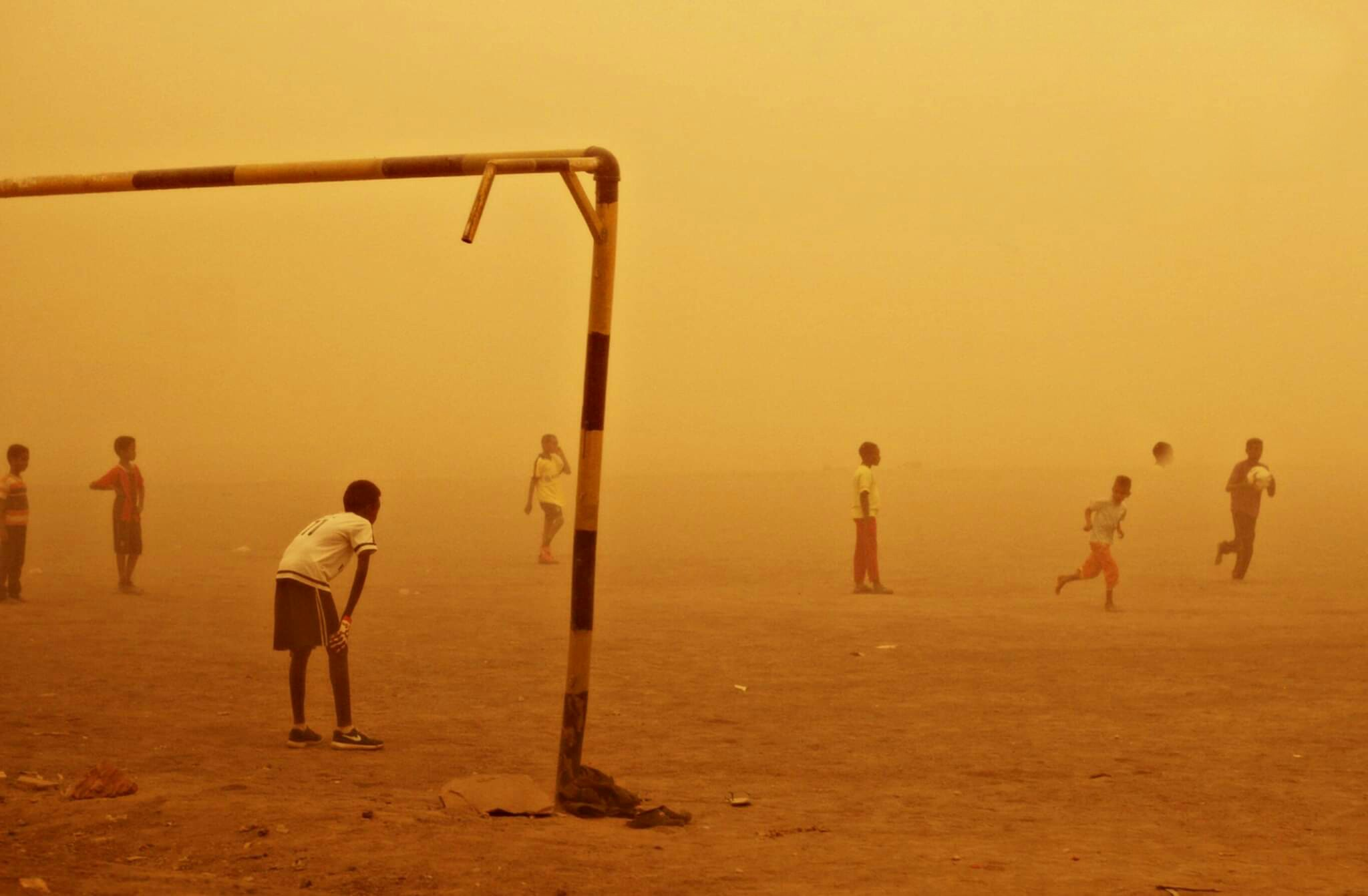
أطفال يلعبون قرة القدم/ السودان

## الكرة السودانية
تأسس الاتحاد السوداني لكرة القدم في عام 1936 إلا أن المنتخب انتظر 19 عامًا ليلعب أول مباراة في تاريخه وكانت أمام أثيوبيا في عام 1955 وكان المنتخب يسمى آنذاك فريق الأهلي السوداني وأقيمت المباراة على ملعب دار الرياضة بأم درمان وانتهت بفوز السودان 5/0 .
كانت الانطلاقة من 1955 ليشهد عصر ذهبي للسودان استمر لمدة 20 عامًا برز فيه المنتخب بشكل كبير ورائع حقق فيه الكثير وكان لنجوم السودان آنذاك اسم كبير مثل صديق منزول وجكسا وسبت دودو وأمين زكى وماجد ابوجنزير وعلي قاقارين وكمال عبد الوهاب وعمر التوم وغيرها من الأسماء التي لايزال الجميع في السودان وحتى خارجه يتذكرونهم حتى ألان.
وقد كانت أول بطولة لأمم أفريقيا بالعاصمة السودانية الخرطوم عام 1957 وحل ثانيا وشارك بعدها السودان في عديد من الدورات الإفريقية وفي عام 1963 أحرز المنتخب المركز الثاني عندما خسر 3/0 أمام غانا في النهائي إلى أن أتى عام 1970 وفيه حقق منتخب السودان كاس أفريقيا بعد الفوز في المباراة الختامية على غانا 1/0 بهدف لحسبو الصغير.

## كرة السلة

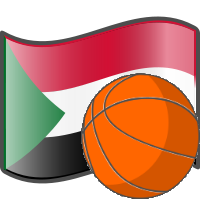

دخلت لعبة السلة للسودان عن طريق الجيش الإنجليزي حيث وجدت في كلية قردون التذكارية في الخرطوم في عام 1930 حيث عرفت آنذاك بكرة الشبكة (Net ball). ثم دخلت لأندية الجاليات (الآرمن، اليونانيين , الإيطاليين ) تكونت عقب ذلك عدة أندية:-
- المكتبة القبطية الخرطوم بحري، النادي اليوناني، النادي الإيطالي، النادي السوري، نادي العمال، نادي الآرمن، الهلال , المريخ، النادي المصري، المكتبة القبطية الخرطوم، نادي الكاثوليك، النادي الإسرائيلي وكلية الخرطوم الجامعية.
- في عام 1932م تم تكوين الاتحاد الدولي لكرة السلة للهواة الفيبا (Fiba) وقد تم لاحقاً حذف كلمة هواة.
- في عام 1947 تأسس الاتحاد السوداني لكرة السلة وإنضم الاتحاد الدولي في عام 1948
- شارك السودان في تأسيس الاتحاد الأفريقي لكرة السلة (AFABA) عام 1965 كما شارك أيضاً في تأسيس الاتحاد العربي لكرة السلة.
- تعتبر منطقة الخرطوم هي المنطقة التي كان لها الفضل الأكبر في انتشار كرة السلة في السودان حيث انتظمت في الأندية منذ بداية تكوين الاتحاد كما أنها أدت لانتشار اللعبة ضمن الصفوة في المجتمع حيث مارسها طلاب الجامعات والمدارس المختلفة إلى جانب القوات المسلحة. وفي الخرطوم تكونت الأندية وانتظمت في درجتين الأولى والثانية.[1]

## التنس الارضي
لعبة التنس الأرضي من أقدم الرياضات التي عرفها السودان خلال عهد الإنجليز، وقد قامت بإنشاء العديد من الملاعب في كافة الوحدات العسكرية وبعض مدن السودان الأخرى، وفي مطلع الستينيات أصبحت لعبة السودانيين الذين كانوا يتولون الوظائف العليا مما حدى بلفيف من السودانيين أن يتداعوا إلى تأسيس اتحاد سوداني خاص بهم، وبعد أن أُقيمت المنافسات وتحقق الإنجاز تلو الإنجاز وتقلَّد أبطاله العديد من الميداليات المختلفة.
وفي عام (1951م) انضم اتحاد التنس السوداني للاتحاد الدولي للعبة ولكن لم تقم منافسات بالمعنى الحقيقي لنشاط التنس إلا بعد أن أصبح الاتحاد سودانياً خالصاً.
بعدها أُتيحت الفرصة للراغبين في الانضمام للاتحاد لمزاولة لعبة التنس.
وفي عام (1956م) تم تكوين سودنة الاتحاد «دار الثقافة» وقد تولى رئاستها حسب الترتيب «شكري قرنفلي، محمد طلعت فريد، محمد علي عامر، يوسف شبيكة، محمد توفيق، فريد طوبيا» وتم بعدها إنشاء أول فريق سوداني للتنس الأرضي وضم هذا الفريق (الأمين عثمان، معاوية محجوب، كمال عبد الرازق، فتحي محجوب، عادل طلعت فريق، سامي طلعت فريد... الخ)

## وصلات خارجية
- سوكر
- جريدة الانتباهة
- http://www.cover-sd.com/news-action-show-id-11758.htm